# Реде (Эмс)
Реде (нем. Rhede) — община в Германии, в земле Нижняя Саксония.
Входит в состав района Эмсланд. Население составляет 4222 человека (на 31 декабря 2010 года). Занимает площадь 75,02 км².
Коммуна подразделяется на 4 сельских округа.
| Год  | Население |
| ---- | --------- |
| 1990 | 3674      |
| 1995 | 3906      |
| 2000 | 3896      |
| 2005 | 4162      |
| 2010 | 4248      |